# Julien Lippé
Pour les articles homonymes, voir Lippé.
Julien Lippé est un acteur québécois, né le 20 septembre 1904 et décédé le 9 août 1978.

## Filmographie
- 1949 : Un homme et son péché : Malterre
- 1953 : La Famille Plouffe (série télévisée) : Narcisse Vallerand
- 1956 : Les Belles Histoires des pays d'en haut (série télévisée) : père Zime
- 1958 : Pays neuf
- 1960 : Le Petit monde du père Gédéon (série télévisée) : Narcisse Vallerand
- 1960 : La Côte de sable (série télévisée) : Victor
- 1963 : Amanita Pestilens : Thunder Sr.
- 1972 : La Vraie Nature de Bernadette : Auguste
- 1972 : La Maudite Galette : le père
- 1972 : Le Temps d'une chasse : le pompiste
- 1975 : Gina : Léger Carpentier
- 1975 : La Petite Patrie : Charles Brisson